# Shute Harbour
Shute Harbour ist ein Ort im australischen Bundesstaat Queensland mit 122 Einwohnern. Er befindet sich etwa 10 Kilometer östlich von Airlie Beach am Ende der Shute Harbour Road und liegt im lokalen Verwaltungsgebiets (LGA) Whitsunday Region. Das kleine Dorf ist der wichtigste Ausgangshafen für Schiffe zu den Whitsunday Islands oder auch zu dem weniger bekannten Lindeman-Islands-Nationalpark. Ein Busservice verbindet das Dorf mit dem Touristenzentrum Airlie Beach in etwa 15 Minuten.